# 代爾特卡 (赫梅利尼茨基州)
50°13′51″N 26°27′57″E / 50.23083°N 26.46583°E

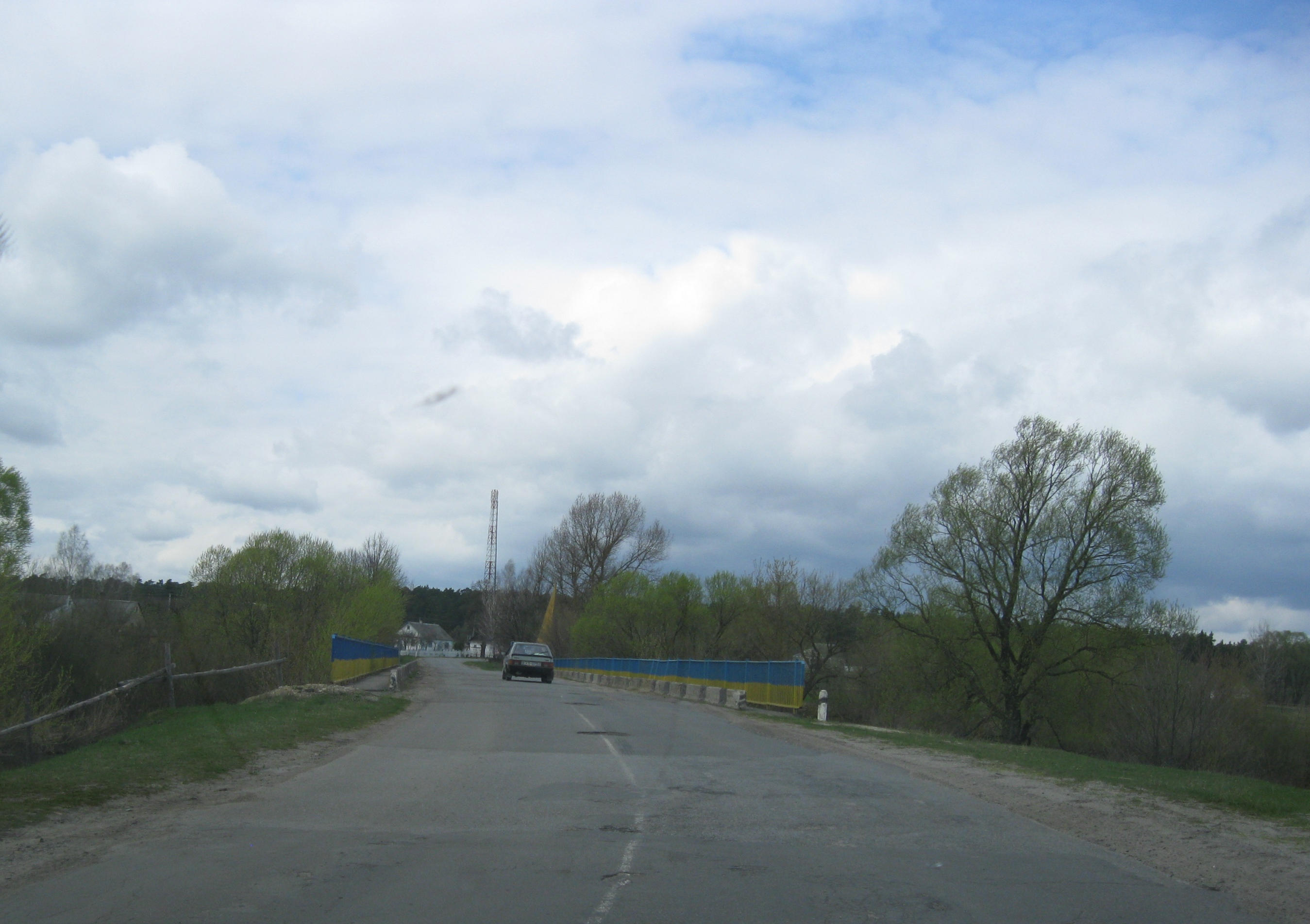

代爾特卡（羅馬化：Dertka）是烏克蘭西部赫梅利尼茨基州舍佩蒂夫卡區普盧日內市鎮的村莊。該村面積0.73平方公里，海拔高度204米，2001年人口154，人口密度每平方公里211.3人。